# Tri Postal
 (janvier 2018).
Le Tri Postal est un lieu d'exposition et une salle de spectacle française situé dans le quartier d'Euralille, à Lille. Ancien bâtiment destiné au tri du courrier, il est reconverti dans le cadre des festivités de Lille 2004 et propose maintenant une surface d'exposition de six mille mètres carrés sur trois niveaux.

## Historique
Le Tri Postal est un ancien bâtiment destiné, comme son nom l'indique, au tri du courrier lillois pendant la deuxième moitié du XXe siècle. Il est situé entre les gares de Lille-Flandres et Lille-Europe.
L'événement Lille 2004, Capitale européenne de la culture l'a sauvé d'une destruction programmée, et des travaux de mise aux normes y ont été effectués, l'équipant d'une large zone d'accueil du public, d'espaces destinés à la vente de billets, boutiques, vestiaires, bar, toilettes, et de trois plateaux d'exposition totalisant une surface de 6 000 m2. Le lieu a reçu 251 000 visiteurs lors de cette année 2004.
Sa capacité à se transformer et s'adapter fait du Tri Postal un lieu polyvalent qui permet d'accueillir des expositions d'art contemporain comme Europe XXL et Bombaysers de Lille (lors de Lille 3000), la collection François Pinault, le festival des Transphotographiques, l'exposition Skate, mais aussi des festivals comme le NAME festival (N.A.M.E pour Nord art musique électronique, festival consacré aux musiques électroniques) ou le festival Paysages électroniques, sans oublier les Rencontres audiovisuelles et la Fête de l'animation.

## Événements
Hors exploitation, le Tri Postal accueille également des résidences d'artistes qui viennent créer, travailler, répéter, mettre en scène leurs projets, profitant de la souplesse du bâtiment et de sa modularité.
- depuis 2001 : Transphotographiques
- en 2003 : Robots et Voitures du Futur
- en 2004 : Game On, Afrique(s) ; Collection du FRAC Nord-Pas de Calais, Droog Design, Gonflables
- en 2005 : N.A.M.E. Festival
- en 2006 : Skate, exposition consacrée aux différentes formes d'expression urbaines ; festival N.A.M.E.; Bombay Maximum City, exposition d'œuvres indiennes contemporaines
- en 2007 : Transphotographiques ; Passage du temps, œuvres de la Collection François Pinault
- en 2008 : Transphotographiques ; Zhu Yi ! Regards sur la Chine d'aujourd'hui, exposition de photographies de 33 jeunes artistes chinois; festival N.A.M.E.
- en 2009 : Europe XXL biennale consacrée à l'Europe de l'Est ; Peter Klasen, Rétrospective 1959-2009 ; N.A.M.E. Festival
- en 2010 : La route de la Soie, collection d’art contemporain moyen oriental et asiatique de la Saatchi Gallery de Londres
- en 2011 : Exposition Collector[2], œuvres issues du Centre national des arts plastiques retraçant 40 ans d'histoire de l'art moderne et contemporain
- en 2012 : Phantasia du 6 octobre au 13 janvier 2013
- en 2013 : Happy Birthday, Galerie Perrotin !, œuvres d'artiste représentés par Emmanuel Perrotin, du 11 octobre au 12 janvier 2014
- en 2014 : Passions Secrètes  - Collections privées Flamandes du 10 octobre 2014 au 4 janvier 2015.
- en 2015 : Séoul, vite, vite ! et Tu dois changer ta vie ! deux expositions présentées dans le cadre de Renaissance, 4e grande édition culturelle organisée par lille3000, du 26 septembre 2015 au 17 janvier 2016.
- en 2016 : Lille Comics Festival (LCF) 9e Festival international de la bande dessinée anglo-saxonne, du 24 au 25 septembre 2016.
- depuis 2018 : le village Séries Mania.